# Bitka pri Short Hills
Bitka pri Short Hills (znana tudi kot Bitka pri Metuchen Meetinghouse in druga imena) je bil spopad med silami kontinentalne armade pod poveljstvom brigadnega generala Williama Alexandra ("Lord Stirling") in britanskimi silami pod poveljstvom generalpodpolkovnika Williama Howa. Bitka se je zgodila 26. junija 1777 pri Scotch Plains, New Jersey in Edison, New Jersey, med ameriško revolucionarno vojno.
Kljub imenu v današnjem Short Hillsu, New Jersey, delu Millburna, ni bilo spopadov.
Sredi junija je general Howe večino svoje vojske poslal v osrednji New Jersey, da bi tja zvabil kontinentalno armado Georgea Washingtona, kjer bi jo lahko bolje napadli kot na njen obrambni položaj v gorovju Watchung. Ko Washington ni hotel zapustiti svojega položaja, se je Howe 22. junija vrnil v Perth Amboy, New Jersey. Washingtonove prednje divizije, vključno s Stirlingovo divizijo, so sledile temu britanskemu gibanju, Washington pa je svojo glavnino vojske premaknil iz hribov. Howe je izkoristil priložnost in 26. junija poslal dve koloni čet, da bi Washingtonu odrezal dostop do višje ležečega območja. Čete so se spopadle s Stirlingovimi četami in se na koncu zapletle v bitko v Scotch Plains. Stirlingova številčno manjša sila se je umaknila, toda Washington, opozorjen na britansko gibanje, se je do takrat že umaknil nazaj v hribe.